# Irina Volkonski
Pour les articles homonymes, voir Volkonski.
 (juin 2013).
 (octobre 2019).
Si vous disposez d'ouvrages ou d'articles de référence ou si vous connaissez des sites web de qualité traitant du thème abordé ici, merci de compléter l'article en donnant les références utiles à sa vérifiabilité et en les liant à la section « Notes et références ».
 (octobre 2019).
Sa qualité peut être largement améliorée en utilisant un vocabulaire plus directement compréhensible.

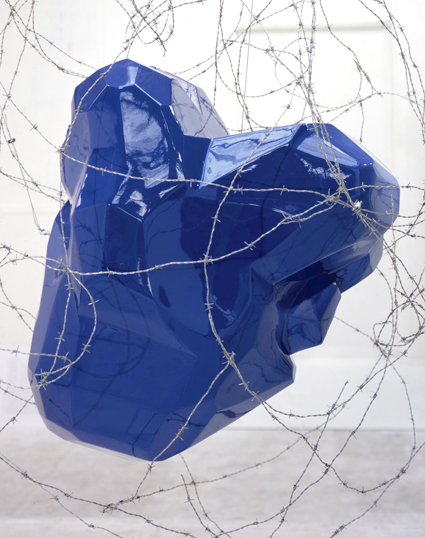
photographie réalisée lors de l'exposition Off Sight, Paris, Septembre 2008.

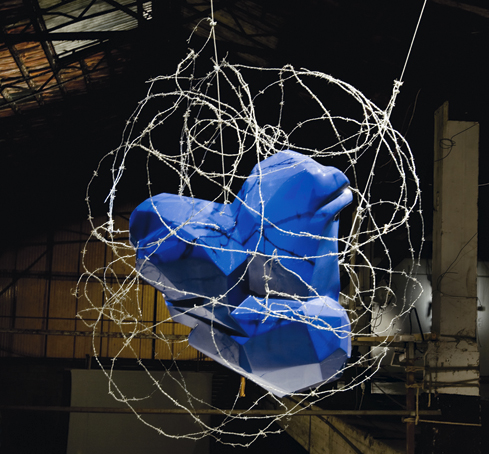
photographie réalisée lors de l'exposition Off Sight, Paris, Septembre 2008.

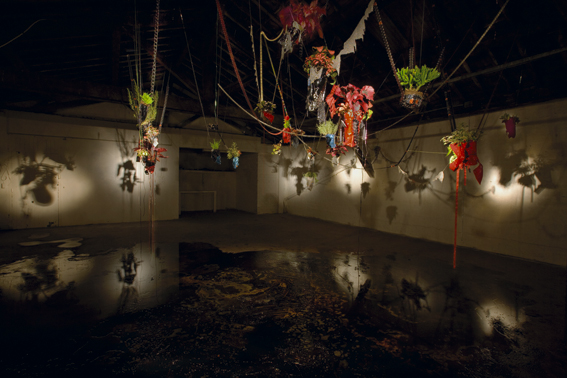
photographie réalisée lors de l'exposition Off Sight, Paris, Septembre 2008.

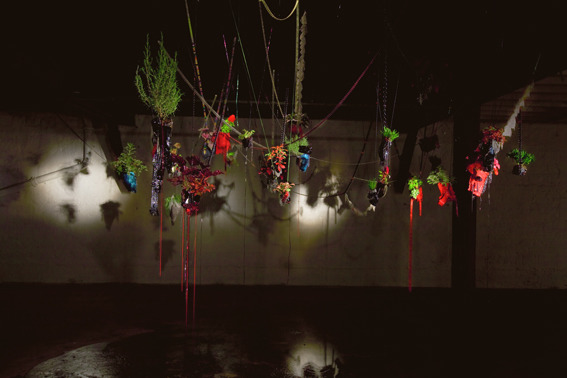
photographie réalisée lors de l'exposition Off Sight, Paris, Septembre 2008.

Irina Volkonski, née le 13 janvier 1974 à Kizliar, est une artiste russe, établie depuis 1997 à Paris.

## Biographie
Si la sculpture semble la voie d’expression privilégiée d’Irina Volkonski, elle se tourne aussi vers la peinture à l’huile et contribue à des installations éphémères. Le besoin d'exprimer son identité, mais aussi de mise à nu des codes sociaux transparait au travers de ses oeuvres.
Irina Volkonski a d’abord « traversé l’Europe pour l’amour de Gaudi et de Godard », selon l’expression de Christian de Pange. Elle « se rêve, un temps, astronaute ». 
Parmi ses oeuvres qui l'ont rendue célèbres, elle a créé Terre à Terre (2008), installation éphémère exposée à l’hôtel Royal Monceau, avec Hervé Mikaeloff pour curateur. Lors de la soirée The Demolition Party, elle investit la chambre 126 de ce célèbre hôtel, aux côtés d’autres artistes contemporains – Xavier Veilhan ou Kolkoz. Sur fond de couvertures de survie – thème originel chez elle – elle met en espace la terre, lui mêle des objets pétrifiés. Charrette entaillée par une hache à l’inquiétante beauté, marteau, brouette, deviennent le terrain d’expansion de plantes conquérantes ou déracinées. Subrepticement, Irina Volkonski opère un glissement de la chambre-ombre au chantier-charnier, guetté de renaissance. À l’origine, un questionnement récurrent : « Pourquoi ne peut-on plus peindre les fleurs, en ville ? ». Terre à Terre met en scène l’impossibilité du refuge poétique, la crise de la mimésis. Cette préoccupation en rejoint chez elle une autre, celle du langage amoureux menacé : « Quand aimer ne se dit plus, ou ne se dit que mal ».
Lors de l’exposition collective Off-Sight (2008), elle expose une trilogie, sous l’égide de la Galerie Deborah Zafman.
Cœur blindé, sculpture cordiforme monumentale en résine laquée bleu royal à la peinture époxy, est suspendue par des fils d’acier, qui lui confèrent une gravitation solitaire. Bardé de fils barbelés, ce cœur affiche la réflexion de l’artiste sur les barrières et les frontières, qu’elles soient celles des êtres, des affects ou des concepts.
Avec Langue de bois, elle attaque l’un des piliers du folklore russe. Elle campe quatre matriochkas en résine, dont la stature d’enfant (78 et 122 centimètres) accuse des poupées coupées de mémoire, devenues sournoisement marionnettes.
L’installation Nature (sus)pendue retourne à l’origine du portrait en questionnant les ombres de plantes aériennes sanglées qui se reflètent sur des murs. Au sol, un lac de pétrole, sang noir métaphorique. Irina Volkonski affronte les spectres suscités par l’imaginaire : « L’artiste avance par l’intuition. L’ombre est vivante, sa densité est variable ».
Parallèlement, son travail a porté sur les bijoux, détournant des objets quotidiens, parce qu’elle aime que « l’art descende dans la rue ». En 1999, elle débute comme jeune créatrice pour Jean-Charles de Castelbajac, avec la boutique conceptuelle Assistants Magasin, établie rue Madame à Paris. Ses bijoux seront exposés au Musée Galliera de Paris. En juin 2006, avec Diamond Market, elle reconstitue l’atmosphère d’un marché et vend des bijoux à la criée au Centre national d’art et de culture Georges Pompidou.

Approcher un pays, c’est apprivoiser sa langue : les bijoux d’Irina Volkonski naissent de la forte inventivité de la langue française et de la virtuosité verbale des jeux de mots. Elle décide de prendre ces jeux de mots au pied de la lettre. Elle donne alors naissance à des cuillères strassées « pour ceux qui sont nés avec une cuillère en argent dans la bouche », à des pendentifs bobines « pour embobiner les hommes », à des menottes strassées nées d’un homme qui veut lui saisir les mains, calquées sur le modèle originel de la police ou encore à une « chaise Starck en plexi avec miroirs aux pieds ‘pour voir sous les jupes des filles’ ».

## Principales œuvres
Table Manifeste (2005) : installation à rebours des codes mondains, photographiée par Jean-François Jaussaud, qui provoque l’art de la table. À côté de chaque place réservée aux invités, elle brode des tissus portant l’inscription fléchée ‘I’m not with him’ et dépose la nourriture sur d’ostentatoires tapettes à souris dorées.
Nogoodxmas (2005) : à Paris, à la galerie Nogoodwindow, elle imagine un magasin éphémère de Noël, où les objets s’arracheraient à l’emprise du temps.
Trip Trash (2006) : avec le reporter Diego Buñuel, elle crée une poubelle « pour sauver la planète ». En Plexiglas ou en cuir avec des pieds en acier, elle ne redoute pas la beauté pour contrer le gaspillage systématique.
Si seulement (2007) : tableau entièrement en cristaux Swarovski, incrusté dans un miroir de Venise, où l’érotisme est questionné, par la position même du regardant, qui observe la scène d’accouplement à travers le miroir. Le regard, attiré par l’érotisme scintillant, se prend au piège et déplace la lascivité.
Roule-moi une pelle (2007) : Irina Volkonski met en scène dans la galerie parisienne Bailly la crise du langage amoureux dans notre société. Des miroirs aux arêtes dures, fragments d’un cristal géant, accueillent un arbre figé, des jouets d’enfants couverts de peinture pailletée, comme tirés de Bollywood. Les miroirs, griffés par le langage, rapportent des expressions du langage parlé : Tu vas passer à la casserole, Roule-moi une pelle, Tirer un coup, Prendre son pied. Par cette œuvre démesurée, elle met en doute la viabilité du rêve et de l’imaginaire.
Terre à Terre (2008) : Irina Volkonski est choisie par le curateur Hervé Mikaeloff pour investir la chambre 126 du Royal Monceau, célèbre palace parisien, lors de The Demolition Party. Elle propose un Pompéi moderne, revisité. Dans une mise en scène au charme sombre, elle questionne la survie même de la beauté. Des plantes aux fières ombelles (agapanthes…) semblent les seules rescapées d’une activité humaine figée.
Langue de bois (2008) : première partie de la trilogie d’Offsight. L’artiste s’offusque des mines de crèche des poupées en bois traditionnelles russes et gomme leurs traits. Lustrales, ces matriochkas vernissées contestent l’embrigadement des idéologies (la perte identitaire), mais aussi l’individualisme (la caricature des traits).
Cœur blindé (2008) : deuxième partie de la trilogie d’Offsight. Par cette sculpture massive, Irina Volkonski montre un cœur minéral, bardé de fils barbelés qui emprisonnent ses affects. Réfléchissant à l’intime qui se dérobe, au proche qui s’emmure, l’artiste accuse le retranchement du monde contemporain, un impossible dialogue.
Nature (sus)pendue (2008) : troisième partie de la trilogie d’Offsight. À la faveur du sombre, le spectateur pénètre dans le royaume des ombres. Là, il découvre une nature pétrifiée, suspendue, comme exécutée. Au sol s’étendent les eaux létales d’une mare de pétrole. La nature, sanglée dans des cottes de maille ou des corsets, hésite entre révolte et agonie.